# Жан Делюмо
Жан Делюмо (на френски: Jean Delumeau) е френски историк, чиито изследвания са в областта на историята на християнството в епохата на Ренесанса.

## Биография
Жан Делюмо е роден на 18 юни 1923 г. в Нант, Франция. Завършва Екол нормал сюпериор (1943). Преподава история в Политехническия университет (на френски: École polytechnique), Университета в Рен II (1955-1970), Висшето училище по социални науки (на френски: École des hautes études en sciences sociales, съкр. EHESS) в Париж и Университета Париж-I (1970-1975).
През 1975-1994 г. е професор по „История на религиозните нагласи в модерния Запад“ в Колеж дьо Франс. Доктор хонорис кауза на Университета в Порто (1984). Следват почетни докторати на канадския Университет на Шербрук (на френски: Université de Sherbrooke) (1986), Лиежкия университет (1992), на Университета на Деусто (на испански: Universidad de Deusto) в Билбао (1996) и на Букурещкия университет (2011).